# Elia Lazzari
Elia Lazzari (Sant'Angelo in Vado, 27 marzo 1927 – Pisa, 26 dicembre 2019) è stato un politico italiano.

## Biografia
Insegnante di scuola media, fu uno dei principali esponenti della politica locale di Pisa degli anni settanta.
Già membro della Democrazia Cristiana, nel 1971 si avvicinò al Partito Comunista Italiano e, a seguito di un accordo maturato tra PCI (il cui capogruppo in Consiglio comunale era allora Massimo D'Alema), PSI e sinistra DC, divenne nel 1971 sindaco di Pisa, carica che mantenne fino al 1976.
Nelle liste del PCI fu eletto al Senato nel 1976 e nel 1979, aderendo, in entrambe le occasioni, al gruppo della Sinistra Indipendente.